# La garra de terciopelo
La garra de terciopelo es una serie de televisión que describe la evolución de los mamíferos del orden de los carnívoros.

## Episodios

### La Conexión Carnasial(The Carnassial Connection)
Animales pehistóricos que aparecen:
- Terópodo
- Marsupial Primitivo
- Canguro depredador
- Cladosictis
- Borhyaena
- Ave no voladora primitiva
- Pájaros Tronadores
- cocodrilo
- Condilartro
- Mesonyx
- ovejalobo gigante
- proto-ballena idéntica a la nutria
- Cimolestes
- Miacido
- Creodonto

### Afilando el Diente(Sharping the Tooth)
Animales pehistóricos que aparecen:
- Smilodon
- Machaeroides
- Barbourofelis
- Thylacosmilus

### fuerza en números(Strength in numbers)
Animales pehistóricos que aparecen:
- primer perro
- perro prehistórico rapiñador
- perro feroz prehistórico

### La tabla del hombre rico(Rich man's Table)
Animales Prehistóricos que Aparecen:
- Chasmaporthetes
- Ictitherium
- Homotherium
- Pachycrocuta

### de Todos los Oficios(Jacks of All Tables)
Animales pehistóricos que aparecen:
- Oso Perro
- Ursus minimus
- prociónido primitivo
- Prociónido Invasor
- Pájaros Tronadores
- Asesino Marsupial
- Prociónido semejante al oso

### Pequeños pero Mortales(Small but Deadly)
- Glotón Prehistórico
- Tejón Prehistórico
- Castor Prehistórico
- Comadreja Prehistórica
- Comadreja Prehistórica Gigante

### Es duro en la parte superior(it's Tough at the Top)
- Gliptodonte
- Oso Prehistórico Gigante corredor
- Lobo Severo
- Perezoso Terrestre Gigante
- Dientes de Sable

- Datos: Q24961316